# Partitivni skup
Partitivni skup (lat. partitus: razdijeljen) jest skup svih podskupova danoga skupa. Jedna je od osnovnih operacija sa skupovima.
Zermelo-Fraenkelova teorija skupova zasniva se pored ostalih i na aksiomu partitivnog skupa.
Broj članova partitivnog skupa {\displaystyle A} koji ima konačni broj elemenata {\displaystyle n} jest upravo {\displaystyle 2^{n}.} Partitivni skup skupa {\displaystyle A} označavamo s {\displaystyle P(A).} Za oznaku partitivnog skupa skupa {\displaystyle A} još se često koristi i {\displaystyle \wp (A),} (Weierstrassovo p).